# Jenthe Biermans
Jenthe Biermans (Geel, 30 ottobre 1995) è un ciclista su strada belga che corre per il team Arkéa-B&B Hotels; è professionista dal 2017.

## Palmarès
- 2013 (Juniores)

Campionati belgi, Gara in linea Junior
Giro delle Fiandre Juniores
- 2023 (Team Arkéa-Samsic, due vittorie)

Muscat Classic
2ª tappa Giro del Lussemburgo (Mondorf-les-Bains > Mamer)
- 2024 (Arkéa-B&B Hotels, una vittoria)

Route Adélie de Vitré

## Piazzamenti

### Grandi Giri
- Giro d'Italia

2019: 117º
2022: 123º
2024: non partito (16ª tappa)
- Tour de France

2023: 128º

### Classiche monumento
- Milano-Sanremo

2023: 59º
- Giro delle Fiandre

2019: ritirato
2021: 26°
2023: ritirato
- Parigi-Roubaix

2017: 96º
2018: 47º
2019: ritirato
2021: 47º
2022: 36º
2023: 51º
2024: 23º
2025: 38º

### Competizioni mondiali
- Campionati del mondo

Valkenburg 2012 - In linea Junior: 35º
Doha 2016 - In linea Under-23: ritirato

### Competizioni europee
- Campionati europei

Goes 2012 - In linea Junior: 106º